# Johnny Vidacovich
Johnny Vidacovich (New Orleans) is een Amerikaans jazzdrummer. Hij is lid van de groep Astral Project.

## Biografie
Eind jaren zestig speelde hij met het Ronnie Dupont Quartet (met o.m. Warren Luening) in een nachtclub in New Orleans. Sinds de oprichting in 1978 speelt hij in Astral Project, een jazzgroep met (oprichter) Tony Dagradi, James Singleton en Steve Masakowski. Eind jaren tachtig en begin jaren negentig drumde hij voor trompettist Al Hirt. Midden jaren negentig speelde hij met een eigen trio in Windsor Hotel in zijn geboorteplaats.
Vidacovich heeft verder gespeeld met Bobby McFerrin, Stanton Moore, Charlie Hunter, Willy DeVille en Robert Walter en met New Orleans-musici als Johnny Adams, Professor Longhair, James Booker, Alvin 'Red' Tyler en Mose Allison.
Vidacovich is een veelgevraagde en ook geprezen drummer. In het blad OffBeat werd hij vaak verkozen als 'Beste drummer/percussionist" en hij kreeg lof van bladen als Downbeat en The New York Times.
Vidacovich is docent percussie aan Loyola University.
De drummers Stanton Moore, Kevin O'Day en Brian Blade hebben Vidacovich genoemd als invloedsbron.

## Discografie
- Banks Street, 2EZ Music, 1997
- Mystery Street, 2EZ Music, 1997
- Vidacovich, Paw Maw/The Orchard, 2002
- We Came to Play, Trio Records, 2003
- Bones (met Mike Dillon en James Singleton), eigen beheer, 2013
- New Orleans Drums Vol. 1 (loop- en sample-collectie), The Loop Loft